# هاري أتكينسون (لاعب كرة قاعدة)
هاري أتكينسون (بالإنجليزية: Henry Adkinson)‏ هو لاعب كرة قاعدة أمريكي، ولد في 1 سبتمبر 1874 في شيكاغو في الولايات المتحدة، وتوفي في 1 مايو 1923 في مدينة سولت ليك في الولايات المتحدة.

## وصلات خارجية
- هاري أتكينسون على موقعبيزبول رفرنس.كوم (الدوري الرئيسي) (الإنجليزية)